# 河野島の戦い
河野島の戦い（こうのしまのたたかい/かわのしまのたたかい）は、永禄9年閏8月8日（1566年9月21日）に、織田信長と斎藤龍興との間で行われたとされる戦い。しかし、史料に乏しく、実態がどのようなものだったのかはよく分かっていない。

## 経過
斎藤道三の死によって尾張・美濃の同盟関係が破れると、織田信長は幾度か美濃への侵入を企てた。
永禄9年（1566年）8月29日、信長は美濃国境まで進軍したが、予期せぬ出水に遭遇し、木曽川を渡って河野島（現在の岐阜県各務原市）へ入った。それを知った斎藤龍興は直ちに河野島へ進軍し、織田側は川べりまで後退して布陣した。斎藤側は、境川を限りとして守備したが、翌30日に木曽川が洪水となったため、両者は動きが取れなくなった。
閏8月8日未明、ようやく水が引くと、織田側は撤退を始めたが、多数の兵が川で溺死した。斎藤側はその残党のうち、少々を川際で討ち取った。織田軍は武器を捨てて退散するという有様だったという。

## 史料について
この戦いを記した史料は現在のところ、斎藤氏家臣の連判状のみしか存在しない。この書状は安藤定治・日根野弘就・竹腰尚光・氏家直元の連名で、宛名を欠いており、甲斐国恵林寺住職の快川紹喜に宛てたと考えられている。なお、同書状は「信長は天下の笑い物になっている」など、斎藤側の宣伝が含まれているため、その内容はいくらか差し引いて考えることが必要と思われる。

## 備考
この戦いは、信長による稲葉山城落城が、永禄7年（1564年）と永禄10年（1567年）のどちらに起こったかを考える手がかりの一つとなっている。書状の日付が閏8月18日になっているため、前後の状況からして年次は閏8月のあった永禄9年としか考えられない。よって、永禄9年の段階ではまだ信長は斎藤氏を倒していないことになり、それより前の永禄7年に稲葉山城が落ちていたとは考えられない、ということになる。
また、近年の研究では、この戦いを近江に滞在していた足利義昭の意向を受けた上洛戦であったが、斎藤龍興が足利義栄陣営に寝返って織田軍を攻撃したために失敗したとする見解もある。ただし、織田側が斎藤側に出すとされた人質を巡る交渉が纏まらないままに上洛しようとしたことも、斎藤軍の攻撃の一因であるとの指摘もある。この結果として、美濃斎藤氏とこれに同調する姿勢を見せた近江六角氏は、信長から足利義昭に敵対する足利義栄及び三好三人衆陣営とみなされ、信長は三人衆と対立する松永久秀らと連携して上洛を目指す方向に転換されることになったいう。